# Melora Creager
Melora Creager (Kansas City, 25 de março de 1966) é uma violoncelista, compositora estadunidense, fundadora e líder do grupo Rasputina.
Creager também tocou cello para a banda Nirvana na turnê européia de In Utero (incluindo o show final em Munique).